# 長崎県道28号長崎畝刈線
長崎県道28号長崎畝刈線（ながさきけんどう28ごう ながさきあぜかりせん）は、長崎県長崎市を通る県道（主要地方道）である。

## 概要
長崎市滑石2丁目から長崎市畝刈町に至る。

### 路線データ
- 起点：長崎県長崎市滑石2丁目（横道交差点、国道206号交点）
- 終点：長崎県長崎市畝刈町（畝刈交差点、国道202号交点）
- 総延長：7.8 km

## 歴史
- 1993年（平成5年）5月11日 - 建設省から、県道長崎畝刈線が長崎畝刈線として主要地方道に指定される[1]。

## 道路施設

### 道路施設

#### 橋梁
- 第三多以良橋（多以良川、長崎市）
- 第二多以良橋（多以良川、長崎市）
- 第一多以良橋（多以良川、長崎市）

#### トンネル
- 滑石トンネル：延長401 m、1968年（昭和43年）竣工、長崎市

## 地理

### 通過する自治体
- 長崎市

### 交差する道路
| 交差する道路       | 交差する場所 | 交差する場所      |
| ------------------ | ------------ | ----------------- |
| 国道206号          | 滑石2丁目    | 横道交差点 / 起点 |
| 臨港道路畝刈時津線 | 鳴見町       |                   |
| 国道202号          | 畝刈町       | 畝刈交差点 / 終点 |

### 沿線
- 長崎市立滑石中学校